# Житомирське обласне управління лісового та мисливського господарства
Житомирське обласне управління лісового та мисливського господарства — територіальний орган Державного агентства лісових ресурсів України у Житомирській області.

## Діяльність
Діяльність Управління на місцевому рівні координує і сприяє у виконанні покладених на нього завдань голова обласної державної адміністрації.
Управління відповідно до покладених завдань:
- здійснює видачу посвідчень мисливців (та дублікатів), щорічної контрольної картки обліку (та дубліката) добутої дичини і порушень правил полювання;
- здійснює видачу спеціальних дозволів на заготівлю деревини в порядку рубок головного користування;
- здійснює державний контроль за додержанням норм, правил та інших нормативно-правових актів з ведення лісового господарства;
- здійснює управління об'єктами державної власності в межах повноважень, визначених законодавством;
- реалізовує державну політику в галузі лісового та мисливського господарства;
- здійснює видачу дозволів на добування мисливських тварин, що перебувають у державній власності, за винятком тих, що знаходяться на територіях та об'єктах природно-заповідного фонду та інше.

## Структура
- ДП «Білокоровицьке лісове господарство»
- ДП «Баранівське лісомисливське господарство»
- ДП «Бердичівське лісове господарство»
- ДП «Городницьке лісове господарство»
- ДП «Житомирське лісове господарство»
- ДП «Зарічанське лісове господарство»
- ДП «Ємільчинське лісове господарство»
- ДП «Коростенське лісомисливське господарство»
- ДП «Коростишівське лісове господарство»
- ДП «Лугинське лісове господарство»
- ДП «Малинське лісове господарство»
- ДП «Народицьке спеціалізоване лісове господарство»
- ДП «Новоград-Волинське досвідне лісомисливське господарство»
- ДП «Овруцьке лісове господарство»
- ДП «Овруцьке спеціалізоване лісове господарство»
- ДП «Олевське лісове господарство»
- ДП «Попільнянське лісове господарство»
- ДП «Радомишльське лісомисливське господарство»
- ДП «Словечанське лісове господарство»
- ДП «Лугинське спеціалізоване лісове господарство»
- Поліський природний заповідник

## Керівництво
- Сахнюк Віктор Анатолійович — начальник Житомирського обласного управління лісового та мисливського господарства
- Ільїн Роман Валерійович — перший заступник начальника управління
- Мазарчук Володимир Юрійович — заступник начальника управління
- Хрустальова Яна Валеріївна — заступник начальника управління з фінансово-економічних питань